# Closer (canção de Ne-Yo)
Closer (em inglês:  "Mais Perto") é o primeiro single do terceiro álbum de estúdio de Ne-Yo, Year of the Gentleman. A canção foi produzida pela dupla sueca Stargate.
Um dos maiores êxitos de Ne-Yo, "Closer" tornou-se a sua segunda canção como vocalista principal — depois de "So Sick" (2005) — a alcançar o primeiro posto da tabela britânica de singles, assim como o seu quarto single enquanto vocalista principal a entrar nos primeiros dez lugares da Billboard Hot 100, alcançando a certificação de platina tanto no Reino Unido como nos EUA.
A canção recebeu uma indicação para o Grammy de 2009, na categoria de Melhor Performance Pop Masculina.

## Posições
| Parada                                           | Melhor posição |
| ------------------------------------------------ | -------------- |
| Alemanha - Parada de Singles                     | 4              |
| Austrália - Parada de Singles ARIA               | 8              |
| Áustria - Parada de Singles                      | 9              |
| Bélgica - Parada de Singles                      | 24             |
| Brasil - Hot 100                                 | 1              |
| Bulgária - Parada de Singles                     | 1              |
| Canadá - Parada de Singles                       | 19             |
| Dinamarca - Parada de Singles                    | 18             |
| Eslováquia - Parada de Rádio                     | 14             |
| Estados Unidos - Billboard Hot 100               | 7              |
| Estados Unidos - Billboard Pop 100               | 3              |
| Estados Unidos - Billboard Hot Digital Songs     | 19             |
| Estados Unidos - Billboard Hot Dance Club Play   | 1              |
| Estados Unidos - Billboard Hot R&B/Hip-Hop Songs | 21             |
| Estados Unidos - Billboard Rhythmic Top 40       | 10             |
| Europa - Euro 200                                | 10             |
| Irlanda - Parada de Singles                      | 3              |
| Itália - Parada de Singles                       | 10             |
| Lituânia - Parada de Rádio                       | 22             |
| Noruega - Parada de Singles                      | 17             |
| Nova Zelândia - Parada de Singles RIANZ          | 3              |
| Países Baixos - Top 40                           | 35             |
| Polónia - Parada de Singles                      | 54             |
| Portugal - Parada de Singles Top 50              | 32             |
| Portugal - Parada de Rádio                       | 1              |
| Reino Unido - UK Singles Chart                   | 1              |
| Suécia - Parada de Singles                       | 43             |
| Turquia - Parada Top 20                          | 2              |
| Ucrânia - Parada de Rádio                        | 35             |
| Mundo - United World Chart                       | 4              |

## Datas de Lançamento
| País           | Data                | Gravadora | Formato          | Catálogo |
| -------------- | ------------------- | --------- | ---------------- | -------- |
| Estados Unidos | 15 de abril de 2008 |           |                  |          |
| Reino Unido    | 5 de maio de 2008   |           | Download digital |          |
| Reino Unido    | 23 de junho de 2008 |           | CD single        |          |
| Alemanha       | 18 de julho de 2008 |           | CD single        |          |
| Alemanha       | 4 de julho de 2008  |           | CD Maxi          |          |